# 가능성의 평등
가능성의 평등(Equalized odds) 또는 가능성의 동등성은 기계 학습의 공정성을 측정하는 척도이다. 보호된 그룹과 보호되지 않은 그룹의 대상이 다음 공식을 충족하여 참양성률과 위양성률이 동일한 경우 분류자는 이 정의를 충족한다:
{\displaystyle P(R=+|Y=y,A=a)=P(R=+|Y=y,A=b)\quad y\in \{+,-\}\quad \forall a,b\in A}
예를 들어 A는 편견이 없는 성별, 인종 또는 기타 특성일 수 있고, Y는 개인이 학위 취득 자격이 있는지 여부, 출력 R은 학위 학습자에게 제공할지 여부에 대한 학교의 결정이 될 수 있다. 이러한 맥락에서 Y의 "기본 비율"이 그룹 간에 다른 경우 균등 확률 조건을 충족하려면 유사한 시험 점수를 가진 백인에 비해 아프리카계 미국인의 더 높은 대학 등록률이 필요할 수 있다.
이 개념은 원래 이진 값 Y에 대해 정의되었다. 2017년 우드워스(Woodworth) 등은 여러 클래스에 대해 개념을 더욱 일반화했다.

## 같이 보기
- 피부색 무시